# Campionato rumeno di calcio
Il campionato rumeno di calcio (Fotbalul în România) ha come massima divisione la SuperLiga României.

## Storia
Fino al 2006 il massimo campionato era chiamato Divizia A ed era composto da 16 squadre, delle quali le ultime tre venivano retrocesse in Divizia B, composta da 3 gironi da 16 squadre. La Divizia C era invece formata da 9 gironi di 14 squadre. La stagione 2005-06 ha rappresentato una fase di transizione per la nuova struttura delle tre massime divisioni del calcio rumeno: Liga I: 18 squadre (4 retrocesse), Liga II: 2 gironi da 18 squadre (2 promosse - 3 retrocesse per girone), Liga III: 6 gironi da 18 squadre (promosse le 6 vincitrici dei gironi, da 2 a 3 retrocessioni per girone), Liga IV: 42 gironi.
Il campionato è poi evoluto nella forma attuale dal 2016:
- Liga I: 14 squadre (2 retrocesse e mezza)
- Liga II: 20 squadre (2 o 3 promosse - 5 retrocesse)
- Liga III: 5 gironi da 16 squadre (promosse le vincitrici dei gironi, 4 o 5 retrocessioni per girone)
- Liga IV: 42 gironi

Le squadre più titolate della Liga I sono la Steaua Bucarest e la Dinamo Bucarest. La Steaua è stato tra l'altro il primo club dell'Europa orientale ad aver vinto la Coppa dei Campioni, nel 1985-1986. Le prime due classificate partecipano alla Champions League: la vincitrice del campionato accede direttamente alla fase a gironi mentre la seconda parte dai play-off.
Per quanto riguarda l'Europa League, si qualificano per i preliminari la terza e la quarta classificata, più la vincitrice della coppa nazionale.

## Attuale sistema
| Livelli  | Divisioni                     | Divisioni                     | Divisioni                     | Divisioni                     | Divisioni                     | Divisioni                     | Divisioni                     | Divisioni                     | Divisioni                     | Divisioni                     | Divisioni                     | Divisioni                     |
| -------- | ----------------------------- | ----------------------------- | ----------------------------- | ----------------------------- | ----------------------------- | ----------------------------- | ----------------------------- | ----------------------------- | ----------------------------- | ----------------------------- | ----------------------------- | ----------------------------- |
| 1 (Pro)  | SuperLiga României 16 club    | SuperLiga României 16 club    | SuperLiga României 16 club    | SuperLiga României 16 club    | SuperLiga României 16 club    | SuperLiga României 16 club    | SuperLiga României 16 club    | SuperLiga României 16 club    | SuperLiga României 16 club    | SuperLiga României 16 club    | SuperLiga României 16 club    | SuperLiga României 16 club    |
| 2 (Semi) | Liga II 21 club               | Liga II 21 club               | Liga II 21 club               | Liga II 21 club               | Liga II 21 club               | Liga II 21 club               | Liga II 21 club               | Liga II 21 club               | Liga II 21 club               | Liga II 21 club               | Liga II 21 club               | Liga II 21 club               |
| 3 (Semi) | Liga III Serie I 16 club      | Liga III Serie I 16 club      | Liga III Serie II 16 club     | Liga III Serie II 16 club     | Liga III Serie III 16 club    | Liga III Serie III 16 club    | Liga III Serie IV 16 club     | Liga III Serie IV 16 club     | Liga III Serie V 16 club      | Liga III Serie V 16 club      |                               |                               |
| 4 (Dil)  | Liga IV, 42 gironi            | Liga IV, 42 gironi            | Liga IV, 42 gironi            | Liga IV, 42 gironi            | Liga IV, 42 gironi            | Liga IV, 42 gironi            | Liga IV, 42 gironi            | Liga IV, 42 gironi            | Liga IV, 42 gironi            | Liga IV, 42 gironi            | Liga IV, 42 gironi            | Liga IV, 42 gironi            |
| 5 (Dil)  | Liga V, 42 gironi             | Liga V, 42 gironi             | Liga V, 42 gironi             | Liga V, 42 gironi             | Liga V, 42 gironi             | Liga V, 42 gironi             | Liga V, 42 gironi             | Liga V, 42 gironi             | Liga V, 42 gironi             | Liga V, 42 gironi             | Liga V, 42 gironi             | Liga V, 42 gironi             |
| 6 (Dil)  | Liga VI, 11 gironi al bisogno | Liga VI, 11 gironi al bisogno | Liga VI, 11 gironi al bisogno | Liga VI, 11 gironi al bisogno | Liga VI, 11 gironi al bisogno | Liga VI, 11 gironi al bisogno | Liga VI, 11 gironi al bisogno | Liga VI, 11 gironi al bisogno | Liga VI, 11 gironi al bisogno | Liga VI, 11 gironi al bisogno | Liga VI, 11 gironi al bisogno | Liga VI, 11 gironi al bisogno |